# カリフォルニア・スイート
『カリフォルニア・スイート』（California Suite）は、1978年に製作されたコメディ映画である。

## 概要
カリフォルニア州はハリウッドにある豪華ホテルを舞台に繰り広げられる4つの物語をニール・サイモンが脚本化したオムニバスコメディ映画である。舞台となるホテルには実際にビバリー・ヒルズにあるビバリー・ヒルズ・ホテルが使われた。ただ実際に撮影に使われたのは外観などのシーンで、大半のシーンはスタジオ内にそっくりのセットを設営して撮影が行われている。ホテルのスイートルームに宿泊する4組の人間模様を描いているが、そのうちの1エピソードでアカデミー賞にノミネートされながらも落選してしまい落胆するイギリス女優を演じたマギー・スミスは、その役柄でアカデミー助演女優賞を受賞した。

## あらすじ

### ニューヨークからの訪問者：
マンハッタンの仕事中毒のハンナ・ウォーレン（ジェーン・フォンダ）が、ロサンゼルスに住む売れっ子の脚本家の元夫ビル（アラン・アルダ）と暮らすために家を出た10代の娘ジェニーを取り戻すためにロサンゼルスへ飛ぶ。スイートルームに宿泊するハンナの部屋にビルがやってくる。9年前に離婚した夫婦は一人娘をどちらの家へ住まわせるかを話し合うために食事へ出かけるが、ハンナはビルに嫌味しか言わず、それに応戦するビルとの間で話は一向に進まない。

### ロンドンからの訪問者：
ダイアナ・バリー（マギー・スミス）はイギリスの女優であり、イギリスの独立系映画で初めてアカデミー賞主演女優賞にノミネートされている。これは彼女の低迷していたキャリアを復活させる可能性のある栄誉であるが、彼女は自分の受賞の可能性は低いと考えている。彼女としがない古美術商を営むシドニー・コクラン（マイケル・ケイン）は、アカデミー賞の授賞式へ出席するため飛行機でロサンゼルスへ向かっている。シドニーは隠れゲイであり、ダイアナは彼と「便宜上の結婚」をしていることを深く悔やんでいる。スポットライトを浴びる瞬間に備えて、彼女の気分は希望からパニック、そして絶望へと変わっていく。

### フィラデルフィアからの訪問者：
ロサンゼルス空港にフィラデルフィアからやってきた保守的な中年実業家マーヴィン・マイケルズ（ウォルター・マッソー）が到着する。マーヴィンを出迎えたのは兄のハリー（ハーブ・エデルマン）。ハリーは到着したばかりのマーヴィンに、早速女をあてがおうと手当たり次第にナンパを始め、マーヴィンを困らせる。酔って寝たマービンが翌朝目を覚ますと、バニーという名前の売春婦（兄ハリーからの思いがけない贈り物）が自分と一緒にベッドで寝ているのを発見する。妻のミリーがホテルに到着し、彼は自分らしからぬ無分別の痕跡を全て隠す方法を見つけなければならなくなる。

### シカゴからの訪問者：
チョーンシー・ガンプ医師（リチャード・プライヤー）とその妻ローラ、ウィリス・パナマ医師（ビル・コスビー）と妻ベッティナが一緒に待望の休暇を取ってロサンゼルスに来る。空港で借りたレンタカーがオーバーヒートしたことを巡り、医師2人は口論を始める。そして、2部屋の予約を取っていた筈のビバリー・ヒルズ・ホテルへ到着すると部屋が1つしか予約されていないとフロント係が言う。予約がされていなかった方のガンプ夫妻はトイレが壊れて修理中の水びだしのシングルルームを当てがわれる。他の物事も上手くいかない中、2組の夫婦はテニスの試合を始めるが、それが4人の大怪我につながってしまう。

## キャスト
- ダイアナ・バリー:マギー・スミス
- シドニー・コクラン :マイケル・ケイン
- チョーンシー・ガンプ :リチャード・プライヤー
- ウィリス・パナマ:ビル・コスビー
- ハンナ・ウォーレン: ジェーン・フォンダ
- ビル・ウォーレン:アラン・アルダ
- マーヴィン・マイケルズ: ウォルター・マッソー
- ミリー・マイケルズ:エレイン・メイ
- ハリー・マイケルズ:ハーブ・エデルマン

### 日本語吹き替え
- ハンナ：田島令子
- ビル：納谷六朗
- ダイアナ：沢田敏子
- シドニー：金内吉男
- マービン：阪脩
- その他キャスト:牧野和子/樋浦勉/池田勝/片岡富枝/鳳芳野

- 日本語吹き替え版：1985年9月20日テレビ朝日『傑作洋画劇場』

## スタッフ
- 監督：ハーバート・ロス
- 脚本：ニール・サイモン
- 音楽：クロード・ボリング
- 製作：レイ・スターク
- 撮影：デヴィッド・M・ウォルシュ